# Ucho Dionizjusza

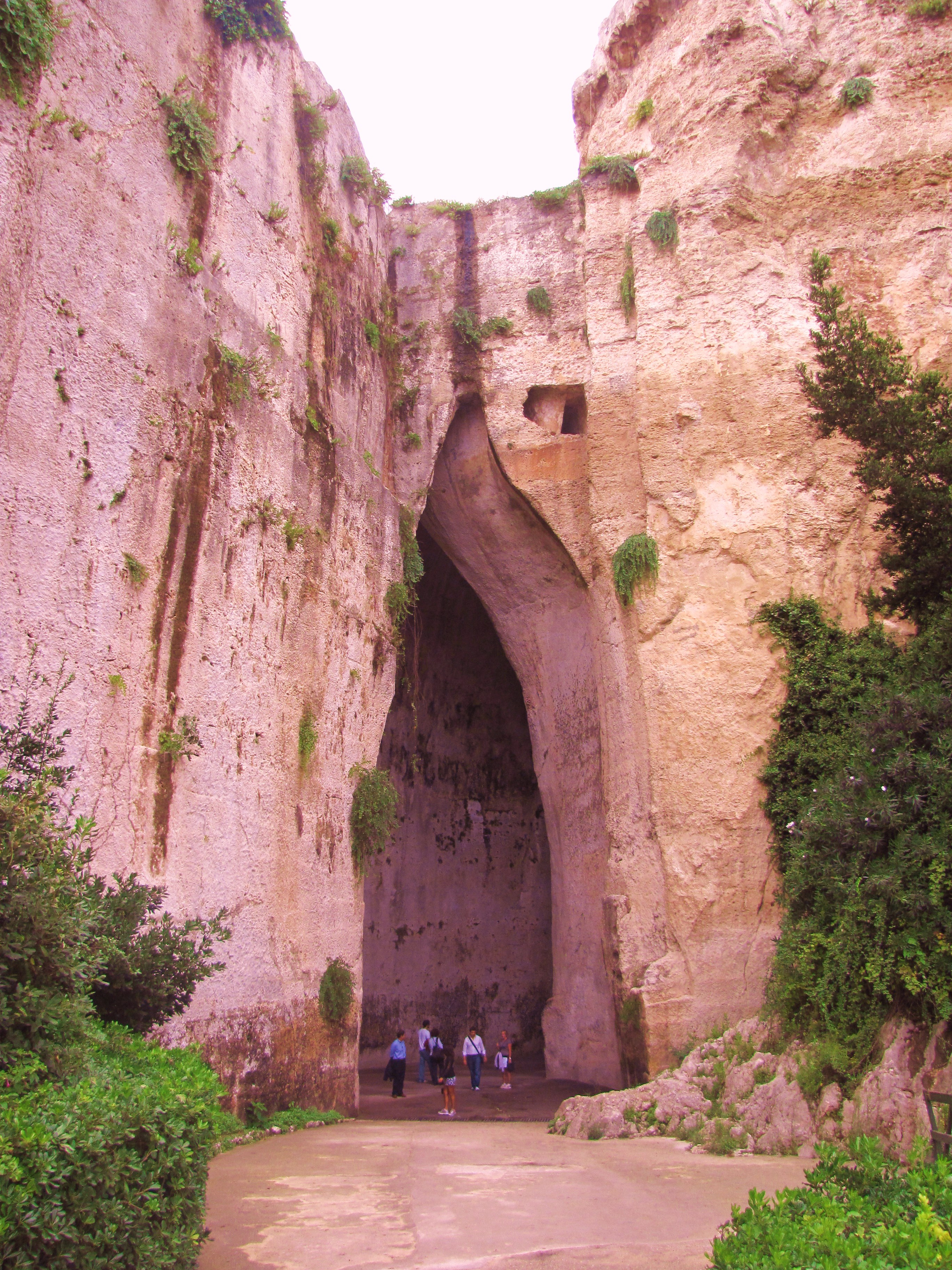
Wejście do jaskini

Ucho Dionizjusza (wł. Orecchio di Dionisio / Dionigi) – część syrakuzańskich kamieniołomów związana z podaniem o tyranie Dionizjuszu Starszym. 
Usytuowane w strefie archeologicznej dzisiejszych Syrakuz (Parco archeologico della Neapolis), Ucho Dionizjusza znajduje się na terenie starożytnych kamieniołomów wapienia budowlanego (Latomia), jako część tzw. Rajskiego Kamieniołomu (Latomia del Paradiso). Kręta, esowata jaskinia o głębokości 65 metrów i szerokości 5-11 m, której wysokość dochodzi do 23 metrów, stwarza rzadkie efekty akustyczne, polegające na silnym wzmocnieniu każdego odgłosu. Prowadzi do niej charakterystyczne wejście, którego otwór ma kształt ucha. 
W starożytności kamieniołom służył za miejsce zbiorowego przetrzymywania więźniów i jeńców wojennych. M.in. przez pewien czas więziono tam 7 tysięcy Ateńczyków wziętych do niewoli podczas wyprawy sycylijskiej w 413 p.n.e. Nieco później przebywał tam również poeta Filoksenos z Kytery, według Diodora – za odmowę uznania dla twórczości poetyckiej Dionizjusza (Biblioteka historyczna XV, 6,3), według wersji Atenajosa – za związek miłosny z kochanką tyrana (Uczta mędrców I, 6e-f).
W czasach Cycerona miejsce to już uchodziło za osobliwość, a zarazem za najpewniejsze więzienie sycylijskie, wykorzystywane też przez inne miasta. Także w okresie cesarstwa wysyłano tam licznych skazanych, w znacznej części chrześcijan.    
Nazwę jaskini miał na początku XVII wieku wymyślić odwiedzający ją Caravaggio, łączy się ona jednak z wcześniej znaną anegdotą o chorobliwie podejrzliwym Dionizjuszu, który zasiadając w ustronnej niszy, dzięki tej wyjątkowej akustyce mógł podsłuchiwać rozmowy skazańców pracujących w kamieniołomach i odpowiednio to wykorzystywać. Według mniej spopularyzowanej wersji tyran miał zmuszać więzionych do wysłuchiwania jego mów potęgowanych akustyką wnętrza.
W przenośni określenie „ucho Dionizjusza” oznacza przebiegle pomyślane urządzenie podsłuchowe. 
O słuchu Dionizjusza opowiadano również anegdotę przekazaną przez Diogenesa Laertiosa (Życie i poglądy słynnych filozofów II, 79): Goszczący na dworze w Syrakuzach filozof Arystyp  prosił o łaskę dla swego przyjaciela, a nie mogąc jej uzyskać, padł tyranowi do stóp. Kiedy drwiono z jego poniżenia, dowcipnie odparł: „Nie moja to wina, tylko Dionizjusza, bo ma uszy na nogach”.